# Proteina-S-isoprenilcisteina O-metiltransferasi
La proteina-S-isoprenilcisteina O-metiltransferasi è un enzima appartenente alla classe delle transferasi, che catalizza la seguente reazione:
S-adenosil-L-metionina + C-terminale di una proteina S-farnesil-L-cisteina ⇄ S-adenosil-L-omocisteina + S-farnesil-L-cisteina metil estere sul C-terminale della proteina
Anche il C-terminale dei residui di S-geranilgeranilcisteina  e di S-geranilcisteina viene metilato, ma più lentamente. 